# Camp de regroupement
Les camps de regroupement désignent des camps créés en temps de conflit, soit pour recueillir des réfugiés, soit pour contrôler une partie de la population civile, notamment de nationalité ou d'origine étrangère.

## Algérie
Pendant la guerre d'Algérie, les camps de regroupement sont créés par l'armée d'occupation coloniale  dans le but de priver le FLN de l'appui de la population. Les regroupements de population désignent les déplacements forcés massifs de population dans des lieux ad hoc et sont à distinguer des recasements, qui sont des déplacements de population dans des villes ou villages préexistants.
À partir de 1957, les autorités en Algérie française décident de lutter contre la guérilla menée par le FLN dans le cadre de la lutte pour leur indépendance en tentant de contrôler les actions de la population et en privant le FLN des moyens logistiques (abri, nourriture, gîte) qu'il obtient auprès de la population souvent de gré, parfois de force. Pour cela, des zones interdites sont créées, où tout être vivant, homme ou animal, est abattu sans sommation. La population qui y vit est chassée de ses habitations et regroupée dans des villages de tentes ou construits à cet effet, sous la surveillance de l'armée. Les villages vidés de leurs habitants sont souvent détruits pour ne pas pouvoir être utilisés par le FLN. Le déplacement de la population est en général forcé.
Environ 3 525 000 personnes ont été déplacées de force durant le conflit, soit 41% de la population colonisée. Parmi eux, 1 175 000 se sont recasés en construisant des habitations de fortune par leurs propres moyens ou en rejoignant des villages ou des villes et 2 350 000 ont été regroupés dans des camps créés par les autorités françaises, soit un tiers de la population rurale musulmane d'Algérie.
La population éloignée des champs qu'elle ne peut plus cultiver, privée de son bétail, est à la merci des conditions d'alimentation prévue par l'administration, et celle-ci est souvent insuffisante, entraînant des carences alimentaires. Les conditions sanitaires se dégradent et la mortalité infantile est importante. L'historien Fabien Sacriste estime à 200 000 la surmortalité des regroupés au cours de la guerre.
Il existait trois types de camps.
- Les camps en dur d'habitations construites sur un plan quadrillé. Ce sont ceux qui ont été photographiés, parfois à des fins de propagande pour montrer les mesures d'hygiène et de sécurité bénéficiant aux occupants, gommant la situation d'enfermement à l'intérieur de ces camps entourés de fils barbelés.

- Des camps-localités où les personnes sont regroupés dans des villages entourés de barbelés à l'habitat densifié ou avec bidonvilles s'établissant en lisière. Ces camps se sont ensuite confondus avec les extensions urbaines.

- Des camps-végétaux, les plus misérables, de huttes précaires construites dans l'urgence par les habitants expulsés de leur village. Ces camps-végétaux se sont rapidement désagrégés et leurs traces ont disparu peu de temps après l'indépendance[4].

On estime que 20 % des occupants pourront regagner leurs villages d'origine après la guerre. Une minorité (environ 15 %) quittent les camps à leur ouverture à la date du cessez-le-feu du 19 mars 1962. Le CICR comptabilise, à la date du 9 avril 1962, 1 800 000 de personnes dans 1 800 centres. Sur ce nombre, seuls 300 000 peuvent se passer de toute aide extérieure, les autres dépendent en partie ou en totalité des pouvoirs publics. Certains, retournés dans leur village, n'y restent que peu de temps, dans l'impossibilité de reprendre des activités agricoles, et reviennent dans les camps ou migrent dans les villes. Des réfugiés du Maroc et de Tunisie occupent les camps. Ces camps de fortune sont donc restés occupés après l'indépendance de 1962, et encore après 2000.

### Camps de regroupement comparés aux camps de concentration
Les camps de regroupement mis en place en Algérie dans le cadre de la révolution algérienne sont souvent comparés à des camps de concentration « sans la volonté génocidaire » : « Les autorités françaises ont essayé d’effacer la violence de cette histoire en enjolivant la réalité, en disant que c’étaient des villages de regroupement, des outils de modernisation de l’Algérie rurale, avec un dispensaire, un médecin, un instituteur, bientôt l’électricité, l’eau. On en a fait une idée de développement de l’Algérie rurale très négligée et très peu administrée à l’époque. »,
Le 17 février 1959, Michel Rocard, élève à l'ENA en stage en Algérie, adresse un rapport sur les camps de regroupement à un proche de Paul Delouvrier, délégué général en Algérie. Le 31 mars, ce dernier donne l'ordre aux autorités militaires de suspendre les regroupements, et de concentrer les moyens sur l'amélioration des camps existants. Cet ordre sera assez mollement suivi. Le rapport parvient à la presse grâce à Edmond Michelet, ministre de la Justice : des extraits sont publiés par France Observateur le 16 avril, et le texte complet par Le Monde le lendemain. Le Premier ministre, Michel Debré, est interpellé par Waldeck Rochet le 9 juin à l'Assemblée nationale, mais biaise et dénonce une campagne communiste.
L'existence des camps de regroupement et leur état est en général ignoré[réf. nécessaire] de la population métropolitaine, jusqu'au 22 juillet 1959, où Le Figaro fait la une avec un reportage de Pierre Macaigne intitulé « Que faut-il faire pour aider Bessombourg ? », qui scandalise les lecteurs. Une campagne d'opinion se lance. La comparaison avec les camps de concentration est évoquée. Dans les mois qui suivent, la situation des regroupés sera petit à petit améliorée.

## Cameroun
À partir de 1957, pour isoler la rébellion de l'Union des populations du Cameroun (indépendantiste à tendance communiste) de la population civile bassa, cette dernière est déportée vers des camps situés le long des principaux axes routiers. Les rapports militaires reconnaissent devoir compter avec l'opposition des villageois, « affectés d’être dans l’obligation d'abandonner leurs cases et leurs biens ». Le lieutenant-colonel Lamberton, responsable des forces françaises, ordonne : « Toute case ou installation subsistant en dehors des zones de regroupement devra être entièrement rasée et leurs cultures avoisinantes saccagées ». Au moins 156 camps sont organisés. Les villageois sont soumis au travail forcé pour le compte de la société Razel, notamment dans la construction de routes.
Les exactions des troupes coloniales, généralement des viols, y sont fréquentes. Le commandement militaire, outre l'identification et la neutralisation des rebelles à l'intérieur des camps, se préoccupe particulièrement de la question de la propagande. Des unités sont ainsi constituées avec pour mission de présenter auprès des regroupés la rébellion comme étant de nature terroriste et non indépendantiste, et de convaincre les Camerounais que la France a une influence positive dans le pays.